# Список умерших в 812 году

## Январь
- 11 января — Ставракий, византийский император (соправитель в 803—811, единовластный правитель с 811 года).

## Май
- 28 мая — Гильом Желонский, граф Тулузы (790—806), маркиз Септимании (801—806) из династии Гильемидов, по имени которого этот род получил своё название.

## Дата смерти неизвестна или требует уточнения
- Ануло, претендент на датский престол в 812 году, принадлежавший к династии Скьёльдунгов.
- Ваки ибн аль-Джаррах, иракский хадисовед.
- Ибрахим ибн аль-Аглаб, эмир Ифрикии из династии Аглабидов (800—812).
- Фланн мак Конгалайг, король Наута (Северной Бреги) и всей Бреги (786—812).
- Хемминг, король Дании (810—812).